# Devět klasických knih
Devět klasických knih, Konfuciánský kánon nebo také Čtyři knihy a pět klasiků (čínsky v českém přepisu S’-šu wu-ťing, pchin-jinem Sìshū Wǔjīng, znaky zjednodušené 四书五经, tradiční 四書五經) je soubor čínských textů z období před rokem 300 př. n. l., který sestavily autority konfuciánství jako svého druhu konfuciánský kánon (někdy se užívá i pojmu „konfuciánská bible“). V mingské a čchingské Číně byl soubor jádrem výuky konfucianismu, jeho dokonalá znalost byla podmínkou úspěchu u úřednických zkoušek. Čtyři knihy vybral Ču Si, pět klasických textů určil sám Konfucius.

## Čtyři knihy
- Konfuciovy Hovory (Lun-jü) obsahují výroky a záznamy jednání Konfucia, autorem však není sám Konfucius. Kniha je výtvorem tradice, vznikla nedlouho po Konfuciově smrti, kodifikována byla však až za dynastie Chan (206 př. n. l. – 220 n. l.). Od té doby text neprodělal výraznějších změn. Hovory jsou napsány v tradiční čínštině. Dílo poskytuje asi nejspolehlivější pramen ke studiu Konfuciova života. V Hovorech se nachází vysvětlení většiny klíčových konfuciánských představ a pojmů jako je lidskost (žen), náprava jmen (čeng-ming), obřadnost (li), pojetí „ušlechtilého muže“ (ťün-c’), Nebes (tchien) a cesty středu (čung-jung).
- Velké učení (Ta-süe), původně byla 42. kapitola z Knihy obřadů (Li-ťi). Má shrnovat Konfuciovy myšlenky a obsahuje zřejmě i původní komentáře Konfuciova žáka Ceng-c’a. Velké učení mělo značný vliv na čínské myšlení, a to i politické. Vyjadřuje totiž ideu, že obecný způsob vlády v zemi, způsob individuálního myšlení a sebekultivace jsou spolu vzájemně propojeny a ovlivňují se.
- Cesta středu (Čung-jung) je původně 31. kapitola z Knihy obřadů (Li-ťi). Za autora byl tradičně považován Konfuciův vnuk C’-s’, to je ale nepravděpodobné. Zde rozebíraná nauka o „středu“ je jádrem konfuciánské filozofie a etiky. Středem je míněna idea rovnováhy a objektivity. Člověk se má držet středu za každých okolností, takové chování odpovídá zákonům přírody. Typickou radou v knize je, že přítel by neměl být ani příliš blízký, ani příliš daleký, člověk by neměl být ani příliš smutný, ani příliš veselý apod.
- Meng-c’ shrnuje učení Konfuciova následovníka Meng-c’a (Mencia). Kniha obsahuje kompilaci výroků a rozhovorů Mencia s jeho žáky. Typické je, že oproti Konfuciovým (nebo pseudokonfuciovým) výrokům, které jsou vždy krátké, Menciovy hovory jsou rozvláčné. V mnohém se od Konfucia odklání i ideově. Mencius tvrdí, že každý člověk se rodí s vrozeným smyslem pro dobro a spravedlnost, každý je ze své přirozené podstaty morální bytost. Přirozený sklon k dobru a spravedlnosti u člověka je však oslabován negativním vlivem vnějšího světa, zkorumpované státní moci a nedostatkem pozitivního morálního příkladu během vývoje. Hlavní snahou člověka by podle Mencia měl být návrat k přirozené podstatě. Mencius též tvrdí, že vládne-li panovník krutě a nestará se o veřejný zájem, není zlé takového panovníka odstranit silou lidu.

## Pět klasiků
- Kniha proměn (čínsky v českém přepisu I-ťing, pchin-jinem Yìjīng, znaky 易經) je soubor textů, jejichž vznik sahá až do 2. tisíciletí př. n. l. V hlavní části se jedná o řadu 64 hexagramů, obrazců složených ze šesti čar (které mohou nabývat jangové nebo jinové podoby), které představují 64 rozdílných archetypálních situací. Kniha proměn se používala jako orákulum, i jako filozofický a kosmologický systém. K věštění se začala používat během 12. století př. n. l. za dynastie Čou. Jedním z autorů by měl být císař Fu-si, jde však o legendární, nikoli historickou figuru. Tradice o něm tvrdí, že na základě pozorování jevů na nebesích i zemi sestavil osm trigramů. Ty jsou tématem i Knihy proměn.
- Kniha dokumentů (Kniha historie, čínsky v českém přepisu Šu-ťing, pchin-jinem Shūjīng, znaky 書經) je sbírka nejstarších čínských historických pramenů, politických traktátů, rozprav, výnosů a právních předpisů doplněných výklady a spojovacími texty. Důležitý zdroj čínského politického myšlení: v knize se řeší otázka legitimity moci či vztahu vládce a poddaného. Tzv. teorie mandátu Nebes říká, že o právu vládnout nerozhoduje vůle duchů předků a božstev, nýbrž lidské kvality, zásluhy a ctnosti.
- Kniha písní (čínsky v českém přepisu Š’-ťing, pchin-jinem Shījīng, znaky 詩經) je nejstarší známou sbírkou čínské poezie. Obsahuje 305 básní (a šest titulů, ke kterým se text nedochoval), pocházejících z období od jedenáctého do šestého století př. n. l. Název sbírky se také někdy překládá jako Kniha poezie, ale vzhledem k tomu, že básně byly zpívány při obřadech a slavnostech, ustálil se pro ni název Kniha písní. 160 písní bylo lidových, 105 zpívaných při dvorských ceremoniích a 40 byly hymny k uctění bohů a královských předků.
- Kniha obřadů (čínsky v českém přepisu Li-ťi, pchin-jinem Lǐjì, znaky 禮記) je sbírka návodů a naučení týkajících se dvorských rituálů a etikety, vedení soudních přelíčení a také chování a správného jednání při styku s lidmi, předky i bohy, přičemž tato naučení jsou mezi sebou propojena různými vyprávěními a spojovacími texty. Kniha má 49 kapitol a odráží zvyky za dynastie Čou. Za autora je tradičně považován Konfucius, kniha však vznikla až mnoho let po jeho smrti, jde o kompilaci textů vzniklých v období od 2. století př. n. l. do 2. století n. l.
- Letopisy jar a podzimů (čínsky v českém přepisu Čchun-čchiou, pchin-jinem Chūnqiū, znaky 春秋) jsou nejstarší čínskou datovanou kronikou, která zachycuje událostí z doby vlády dvanácti knížat ve státě Lu v letech 722–481 př. n. l. Za jejího redaktora je tradičně považován Konfucius. Události nejsou vzájemně propojovány, jde skutečně o pouhý postupný záznam dějů, tedy více letopisy než kroniku. Teprve v závěru knihy se nacházejí komentáře, které události dávají do souvislosti a jsou pro historiky nejcennější – dochovaly se tři: Cuoův komentář, Ku-liangův komentář a Kung-jangův komentář. Nejdůležitější je Cuoův komentář, jehož autorem je podle tradice soudní zapisovatel státu Lu Cuo Čchiou-ming žijící v 5. století př. n. l. Ve skutečnosti však komentář vznikl zřejmě až v Období válčících států (475–222 př. n. l.) Autor s vysokou stylistickou úrovní doplnil strohá fakta z Letopisů o řadu dalších zpráv, událostí a okolností. Dílo je napsáno živým, metaforickým jazykem blízkým hovorové řeči a obsahuje i anekdotické příběhy.